# アミラル・シャルネ (装甲巡洋艦)

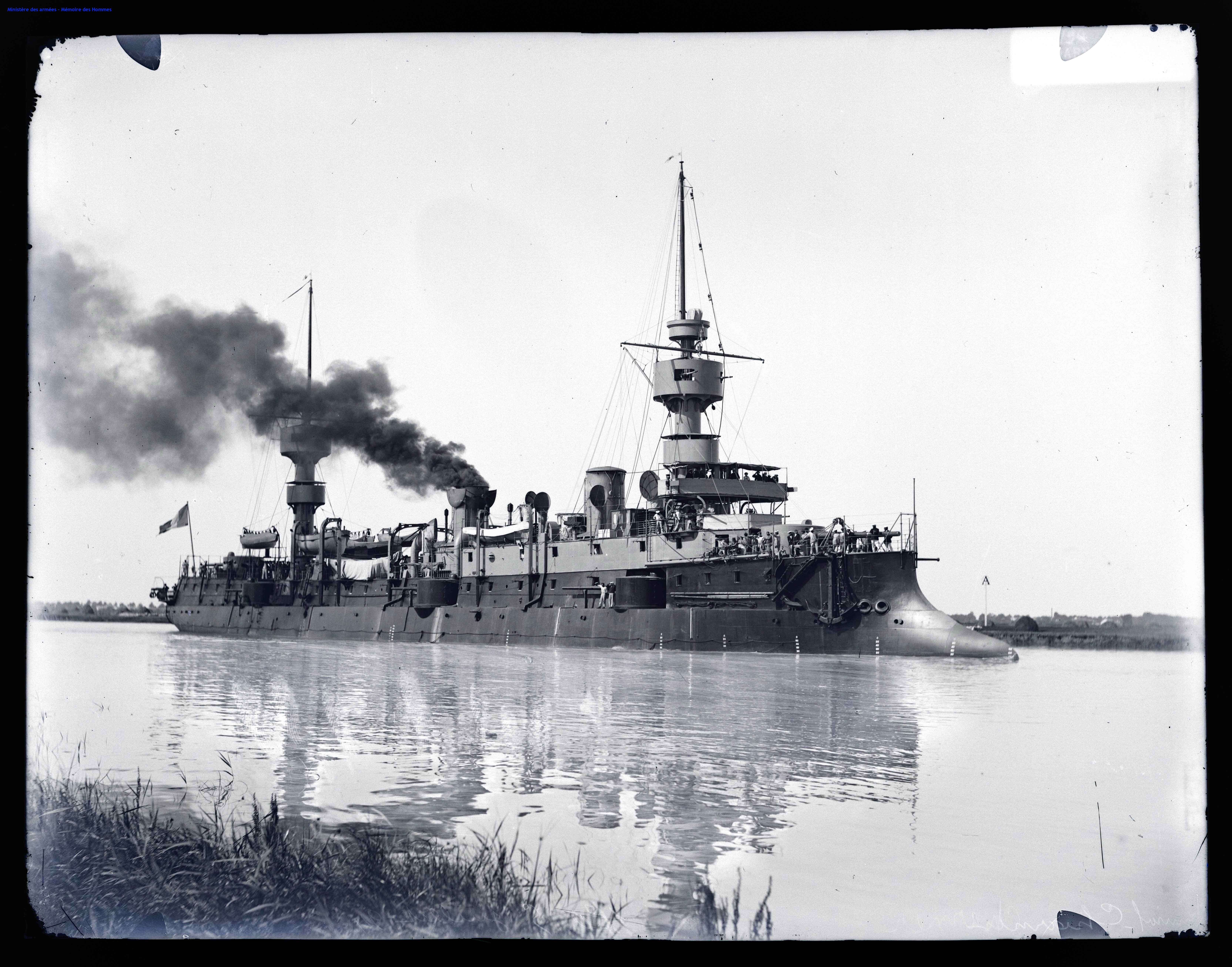

アミラル・シャルネ（Amiral Charner）はフランス海軍の装甲巡洋艦。アミラル・シャルネ級。艦名になっているシャルネはクリミア戦争やアロー戦争に参加したフランスの提督である。

## 艦歴
ロシュフォール工廠（Arsenal de Rochefort）で建造。 1889年6月15日起工。1893年3月18日進水。1895年8月26日就役。当初の艦名は「シャルネ（Charner）」であったが、1895年3月25日に「アミラル・シャルネ」に改名された。
就役後、「アミラル・シャルネ」は地中海艦隊に編入された。1896年1月、「アミラル・シャルネ」は海上での参謀学校の課程であるÉcole supérieure de guerreに割り当てられた。1897年から1898年の間、「アミラル・シャルネ」はCretan Revoltの際の国際部隊に加わっている。1899年1月には「アミラル・シャルネ」は再びÉcole supérieure de guerreに割り当てられ、それから一時北方艦隊に移り、ブレストへ移動した。
1900年6月26日、「アミラル・シャルネ」はブレストを出発しサイゴンへ向かった。
1900年12月に長江で座礁したが損傷はなかった。また、1901年4月には舟山群島で岩に衝突した。
義和団事件の際には「アミラル・シャルネ」は大沽へ派遣された。
「アミラル・シャルネ」は1901年10月2日にサイゴンを離れ、11月8日にトゥーロンに戻った。
1903年、「アミラル・シャルネ」は予備役となり、砲術学校に配された。1910年5月に「アミラル・シャルネ」は再就役してクレタ島の警備艦となり、1912年7月までスダ湾に配備されていた。

### 第一次世界大戦
第一次世界大戦勃発時は「アミラル・シャルネ」はビゼルトで予備役となっていた。
1914年8月22日、モロッコ部隊（Division du Maroc）が編成される。最初は防護巡洋艦2隻であったが、すぐに「アミラル・シャルネ」と装甲巡洋艦「ブリュイ」、「ラトゥーシュ・トレヴィル」も加わった。その任務は北アフリカ沿岸やジブラルタル・カサブランカ間での海上交通路保護であった。
11月5日のオスマン帝国との開戦後は地中海東部でオスマン帝国陸軍への補給阻止任務などに従事する。11月29日、「アミラル・シャルネ」と防護巡洋艦「ダントルカストー」でシリア部隊（Division de Syrie）が編成され、2隻はアレクサンドリア・ヤッファ間を担当することになった。
1915年3月3日、「アミラル・シャルネ」はDedeagatch沖で座礁した。敵の砲火を受ける中でのことであったが、イタリア戦の助けを借りて離礁に成功した。
5月18日からイタリア諸港沖でのドイツ船舶監視が行われ、リヴォルノ沖には「アミラル・シャルネ」が配された。監視活動はイタリアが引き継ぐこととなった6月6日まで行われた。
6月25日からフランスはシリア沿岸の封鎖を開始した。封鎖範囲は4つに分けられ、南部の2区画は「アミラル・シャルネ」と「Jauréguiberry」、「D’Estrées」が担当した。
9月12-13日、「アミラル・シャルネ」は装甲巡洋艦「ドゥゼ」などとともにオスマン帝国軍に虐殺される恐れのあったアルメニア人の救出作戦に参加した。
11月8日時点では「アミラル・シャルネ」は第3艦隊（3e Escadre）に属している。
12月28日、「アミラル・シャルネ」と装甲巡洋艦「ジャンヌ・ダルク」はカステロリゾ島の占領を支援した。
1916年2月8日、「アミラル・シャルネ」はベイルート沖でドイツ潜水艦「U21」の雷撃を受け、沈没した。427名中、生存者は1名のみであった。

## 要目
- 排水量：4756トン[16]
- 長さ：全長110.00m、垂線間長106.00m[16]
- 幅：水線幅13.98m[16]
- 吃水：6.06m（艦尾）[16]
- 機関：ベルヴィール式水管缶16基、水平3気筒3段膨張機関2基、2軸[17]
- 速力：19ノット（設計）[16]
- 装甲：装甲帯92mm、甲板40/50mm、司令塔92mm、19cmおよび14cm砲の砲塔92mm[17]
- 兵装：M1887 45口径19cm砲2門（単装）[19]、M1887 45口径14cm砲6門（単装）[20][22]、M1891 50口径65mm砲4門（単装）、M1885 40口径47mm砲8門（単装）、37mm回転砲6門、450mm水上魚雷発射管4門、魚雷8本[23]